# 聖安東尼奧 (密蘇里州)
聖安東尼奧（英語：San Antonio）是位於美國密蘇里州布坎南縣的非建制地區。

## 歷史
聖安東尼奧的郵局於1855年設立，其後於1901年停運。

## 地理
聖安東尼奧所處的海拔為高於海平面299米（即981英呎），而該地所採用的時區為UTC-6，即北美中部時區（CST）。同時該地設有夏令時間，為UTC-6調快一小時，即UTC-5（CDT）。